# Plagiochila flabelliflora
Plagiochila flabelliflora là một loài rêu tản trong họ Plagiochilaceae. Loài này được Stephani miêu tả khoa học lần đầu tiên năm 1902.